# Ace of Spades (álbum)
Ace of spades —en español: As de picas— es el quinto álbum de estudio de la banda británica de rock Motörhead, editado en el año 1980. 
Alcanzó el cuarto puesto en las listas de éxitos del Reino Unido. El álbum se convirtió en el primer álbum de la banda que incluía una foto de la misma en la portada. Este disco contiene el éxito más reconocible de la banda británica, tema homónimo que fue el primer sencillo del disco. Además, este disco constituye una importante influencia en el thrash metal que se desarrollaría pocos años después.
En 2020, el álbum fue incluido en la lista de los 500 mejores álbumes de todos los tiempos de la revista Rolling Stone, ocupando el puesto 408.

## Lista de canciones
1. "Ace of Spades" – 2:49
2. "Love Me Like a Reptile" – 3:23
3. "Shoot You in the Back" – 2:39
4. "Live to Win" – 3:37
5. "Fast and Loose" – 3:23
6. "(We Are) The Road Crew" – 3:12
7. "Fire, Fire" – 2:44
8. "Jailbait" – 3:33
9. "Dance" – 2:38
10. "Bite the Bullet" – 1:38
11. "The Chase Is Better Than the Catch" – 4:18
12. "The Hammer" – 2:48

En posteriores reediciones se añadieron tres canciones, dos de ellas extraídas del EP St. Valentine's Day Massacre:
1. "Dirty Love" (lado-B de Ace Of Spades)
2. "Please Don't Touch"
3. "Emergency"

### Edición de lujo

#### Disco 1
1. "Ace of Spades" – 2:49
2. "Love Me Like a Reptile" – 3:23
3. "Shoot You in the Back" – 2:39
4. "Live to Win" – 3:37
5. "Fast and Loose" – 3:23
6. "(We Are) The Road Crew" – 3:12
7. "Fire, Fire" – 2:44
8. "Jailbait" – 3:33
9. "Dance" – 2:38
10. "Bite the Bullet" – 1:38
11. "The Chase Is Better Than the Catch" – 4:18
12. "The Hammer" – 2:48

#### Disco 2
1. "Dirty Love" - 2:55
2. "Ace of Spades" (versión alterna) - 3:03
3. "Love Me Like a Reptile" (versión alterna) - 4:16
4. "Love Me Like a Reptile" (versión alterna) - 3:31
5. "Shoot You in the Back" (versión alterna) - 3:11
6. "Fast and Loose" (versión alterna) - 3:06
7. "(We Are) The Road Crew" (versión alterna) - 3:24
8. "Fire, Fire" (versión alterna) - 2:41
9. "Jailbait" (versión alterna) - 3:33
10. "The Hammer" (versión alterna) - 3:11
11. "Dirty Love" (versión alterna) - 1:02
12. "Dirty Love" (versión alterna) - 2:51
13. "Fast and Loose" (Sesión de BBC) - 4:18
14. "Live to Win" (Sesión de BBC) - 3:33
15. "Bite the Bullet/The Chase Is Better Than the Catch" (Sesión de BBC) - 6:05

## Formación
- Lemmy Kilmister: bajo y voz
- Eddie Clarke: guitarra
- Phil "Philthy Animal" Taylor: batería